# جوائز جنوب إفريقيا للسينما والتلفزيون
جوائز جنوب إفريقيا للسينما والتلفزيون (يشار إليها أحيانًا باسم الأبواق الذهبية) هي حفل توزيع جوائز جنوب إفريقيا السنوي الذي تستضيفه المؤسسة الوطنية للسينما والفيديو، لتكريم التميز الإبداعي في الفيلم المحلي وصناعة التلفزيون حسب تقييم القضاة المتطوعين. يتم منح الفائزين في الفئات المختلفة تمثالًا صغيرًا يُطلق عليه رسميًا القرن الذهبي وشهادة. تم تقديم الجوائز لأول مرة في عام 2006. 
يتم اختيار المتأهلين للتصفيات النهائية والمرشحين والفائزين من خلال عملية متعددة المراحل من خلال لجان التحكيم. فقط مواطني جنوب إفريقيا مؤهلون للحصول على الجوائز. 

## خلفية
عند أول فيلم «إندابا» في أغسطس عام 2005، قام ممثلو صناعة السينما والتلفزيون في جنوب إفريقيا - بتوجيه من المؤسسة الوطنية للسينما والفيديو - بتأسيس حفل توزيع جوائز سنوي. لتكون الجوائز بمثابة وسيلة لتكريم التميز الإبداعي والاحتفال به وتعزيزه، وتشجيع تطور المواهب الجديدة داخل الصناعة.
في حفل توزيع جوائز السينما والتلفزيون في جنوب إفريقيا السادس، أعلن الرئيس التنفيذي للمؤسسة الوطنية للسينما والفيديو ورئيس لجنة جوائز جنوب إفريقيا للسينما والتلفزيون آنذاك، إيدي مبالو، أنه سيكون هناك بحث في إنشاء أكاديمية جنوب أفريقية للسينما والتلفزيون باعتبارها "أمناء حقيقيين" على الجوائز. وجاء الإعلان بعد استقالة إيدي مبالو، "على أمل" أن تبدأ الأكاديمية برئيس جديد. في الأسابيع التي سبقت حفل توزيع جوائز السينما والتلفزيون في جنوب إفريقيا السابع، أفاد الرئيس التنفيذي الحالي للمؤسسة الوطنية للسينما والفيديو، زاما مكوسي، أن لجنة فرعية خاصة وضعت مسودة دستور للأكاديمية. تم إصدار الدستور للصناعة للتعليق عليه، وذكرت أنه "قد نحقق [أكاديمية] في غضون عامين إلى ثلاثة أعوام. تم تصميمها على غرار الأكاديميات الدولية، مثل أكاديمية فنون وعلوم الصور المتحركة والأكاديمية البريطانية لفنون السينما والتلفزيون. صرحت المؤسسة الوطنية للسينما والفيديو أنها لا تستطيع تمويل الأكاديمية بالكامل، مشيرة إلى أنها سوف "تسير جنبًا إلى جنب" مع الصناعة لجعل الأكاديمية "منطقية من الناحية المالية".

## تمثال القرن الذهبي الصغير
منذ حفل توزيع الجوائز الافتتاحي في عام 2006، حصل كل فائز على تمثال صغير اسمه القرن الذهبي وشهادة فائزة تقديراً للتميز الإبداعي. تستند الوجوه الموجودة على التمثال إلى قطع أثرية من جميع أنحاء إفريقيا، يعود بعضها إلى 800 ميلادي، وتشير إلى رؤساء ليندبرغ  تم نحت الرؤوس الثلاثة لتشبه قرون الماشية وتشبه الأشكال الموجودة في صناديق السعوط الأصلية. كانت هذه الأشياء غالبًا اعترافًا بمكانة العضو الموقر في مجتمع أفريقي. القرون معًا هي إشارة إلى اللهب، والشمس المشرقة باعتبارها «رمزًا للسطوع والروعة والمبدأ الأسمى للطبيعة». تم بناء المفهوم الإبداعي وراء الكأس على قوة الجهد الجماعي والاعتراف بالفرد كجزء من الفريق.

## الأهلية والدخول
وفقًا لإرشادات لجنة الجوائز، يحق فقط للمواطنين والمقيمين الدائمين في جنوب إفريقيا الحصول على ترشيح في فئات معينة، تنطبق هذه القاعدة فقط على المنتج الرئيسي. أما في فئات جوائز التلفزيون، فيجب أن يكون معظم أصحاب العمل في شركة الإنتاج من جنوب إفريقيا. في حالة الإنتاج المشترك مع الشركات الأجنبية، تكون مؤهلة فقط عندما يتم اتخاذ «نسبة كبيرة» من القرار الإبداعي من قبل فريق جنوب إفريقيا وتم اعتماد الإنتاج من قبل المؤسسة الوطنية للأفلام والفيديو. ترسل لجنة جوائز جنوب إفريقيا للسينما والتلفزيون دعوة للمشاركة، عادةً في شهر أغسطس تقريبًا. بالنسبة للجوائز العاشرة للسينما والتلفزيون في جنوب إفريقيا، سُمح للمشاركين بتقديم وسائل الإعلام الخاصة بهم عبر الإنترنت، قبل تقديم نماذج التسجيل عبر الإنترنت وإرسال وسائل الإعلام عبر خدمة بريدية إلى المكاتب الرئيسية للمؤسسة الوطنية للسينما والفيديو في جوهانسبرج.

## روابط خارجية
- جوائز جنوب أفريقيا للسينما والتلفزيون على موقع IMDb (الإنجليزية)

- موقع جوائز جنوب إفريقيا للسينما والتلفزيون الرسمي